# Morinda longissima
Morinda longissima är en måreväxtart som beskrevs av Y.Z.Ruan. Morinda longissima ingår i släktet Morinda och familjen måreväxter. Inga underarter finns listade i Catalogue of Life.